# Tales from New York: The Very Best of Simon & Garfunkel
Tales from New York: The Very Best of Simon & Garfunkel és un àlbum de grans èxits del duet estatunidenc Simon and Garfunkel. Fou publicat el 28 de març del 2000.

## Llista de cançons

### Disc 1
1. «The Sound of Silence»
2. «Wednesday Morning, 3 A.M.»
3. «The Sun is Burning»
4. «Peggy-O»
5. «Benedictus»
6. «He Was My Brother»
7. «We've Got a Groovey Thing Goin'»
8. «Homeward Bound»
9. «I Am a Rock»
10. «Kathy's Song»
11. «April Come She Will»
12. «Leaves That Are Green»
13. «Flowers Never Bend with the Rainfall»
14. «The Dangling Conversation»
15. «Scarborough Fair/Canticle»
16. «Patterns»
17. «Cloudy»
18. «For Emily, Whenever I May Find Her»
19. «Save The Life Of My Child»
20. «7 O'Clock News/Silent Night»

### Disc 2
1. «A Hazy Shade of Winter»
2. «The 59th Street Bridge Song (Feelin' Groovy)»
3. «At The Zoo»
4. «Fakin' It»
5. «Punky's Dilemma»
6. «You Don't Know Where Your Interest Lies»
7. «Mrs. Robinson»
8. «Old Friends/Bookends»
9. «The Boxer»
10. «Baby Driver»
11. «Keep the Customer Satisfied»
12. «So Long, Frank Lloyd Wright»
13. «Bridge over Troubled Water»
14. «Cecilia»
15. «The Only Living Boy in New York»
16. «Bye Bye Love»
17. «Song For the Asking»
18. «El Condor Pasa (If I Could)»
19. «America»
20. «My Little Town»